# فرانك أودوي
فرانك أودوي (بالإنجليزية: Frank Odoi)‏ هو لاعب كرة قدم غاني في مركز الوسط، ولد في 23 فبراير 1943 في أكرا في غانا. شارك مع منتخب غانا لكرة القدم. أما مع النوادي، فقد لعب مع واشنطن ويبس.

## وصلات خارجية
- فرانك أودوي على موقع الاتحاد الدولي (مؤرشف)  (الإنجليزية)
- فرانك أودوي على موقع ناشيونال فوتبول تيمز (الإنجليزية)
- فرانك أودوي على موقع أوليمبيديا (الإنجليزية)